# Dany cerebral adquirit
El dany cerebral adquirit esdevé quan un accident o similar causa una lesió al cervell, a diferència de les patologies congènites o de naixement.

## Localització
L'encèfal, que juntament amb la medul·la espinal constitueix el sistema nerviós central, està protegit pel crani i comprèn el cervell, el cerebel i el bulb raquidi. El cervell és l'estructura més complexa de l'organisme humà i el principal centre nerviós; les seves distintes àrees són les principals responsables del moviment, de les sensacions i percepcions, de les emocions i de la conducta i són la seu de les funcions mentals superiors: atenció, memòria, llenguatge i intel·ligència. Qualsevol dany cerebral pot afectar poc o molt aquestes funcions.

## Causes
El dany cerebral pot ser degut a diferents causes: tumors, lesions vasculars, malalties infeccioses, anòxia (si es produeix durant el part s'anomena paràlisi cerebral infantil)... La causa més freqüent, però, és la d'origen traumàtic que rep el nom de traumatisme crani-encefàlic (TCE).
El TCE és un dels més importants problemes de salut als països desenvolupats, tant per l'elevat nombre de morts que ocasiona, com pel de persones que, a conseqüència de les seqüeles que comporta, queden amb algun tipus de discapacitat ja sigui funcional, cognitiva o, generalment, ambdues.
El dany que sofreix el cervell després d'un traumatisme és degut, d'una banda, a la lesió primària (contusió) directament relacionada amb l'impacte sobre el crani o amb el moviment ràpid d'acceleració/desacceleració, i d'altra banda, a la lesió secundària (edema, hemorràgia, augment de la pressió dins el crani...) que es desenvolupa arran de la lesió primària, durant els primers dies després de l'accident i que pot tenir greus conseqüències sobre el pronòstic funcional. La primera conseqüència de la lesió post-traumàtica sol ser una alteració de la consciència, el coma; la intensitat i durada del qual serà variable i en alguns casos es pot perllongar durant mesos amb importants conseqüències a llarg termini.

## Dèficits físics
Amb independència de l'origen del dany cerebral (TCE o no traumàtic) la lesió comporta l'aparició de dèficits en el pla físic i en el pla cognitiu que donen lloc a una discapacitat que pot ser lleu, moderada o severa.
Els dèficits físics inclouen trastorns al nivell sensorial (olfacte, vista, audició...), del moviment i la marxa (tetraparèsies i hemiparèsies), de la sensibilitat, de la deglució, de la coordinació motora, del to muscular i de l'espasticitat, alteracions en el control dels esfínters, etc.
En l'aspecte neuropsicològic (afectació de les funcions superiors), podem objectivar una gran variabilitat de dèficits cognitius i conductuals que, amb diferent intensitat, sempre apareixen a conseqüència del dany cerebral moderat o greu. Les principals funcions cognitives que poden restar alterades són: atenció - concentració, memòria - aprenentatge, raonament - intel·ligència, llenguatge - parla... Pel que fa a la conducta - emoció: impulsivitat, desinhibició, manca d'iniciativa, escassa consciència del trastorn, canvi de caràcter...
Aquestes alteracions tendeixen a presentar-se poc o molt, però tendeixen a alterar la capacitat del pacient per adquirir, emmagatzemar i recuperar nova informació així com la capacitat per prendre decisions correctes. El resultat de la disfunció cognitiva és una pèrdua de les relacions socials i l'aparició d'angoixa a la família, a la qual cosa se suma la dificultat per tornar a la situació educacional o laboral prèvia a l'accident.
Tot i els avenços en el camp de la neurologia i la investigació de substàncies que puguin afavorir la regeneració nerviosa, la recuperació completa després d'una lesió cerebral és difícil en l'actualitat. Això no obstant, la neurorehabilitació disposa de mètodes per ajudar la persona afectada per un dany cerebral a optimitzar la recuperació de les seves funcions, potenciar les seves capacitats conservades i ajudar-la a adaptar-se a les seves limitacions, amb la finalitat d'aconseguir la màxima autonomia possible.